# 赫山区

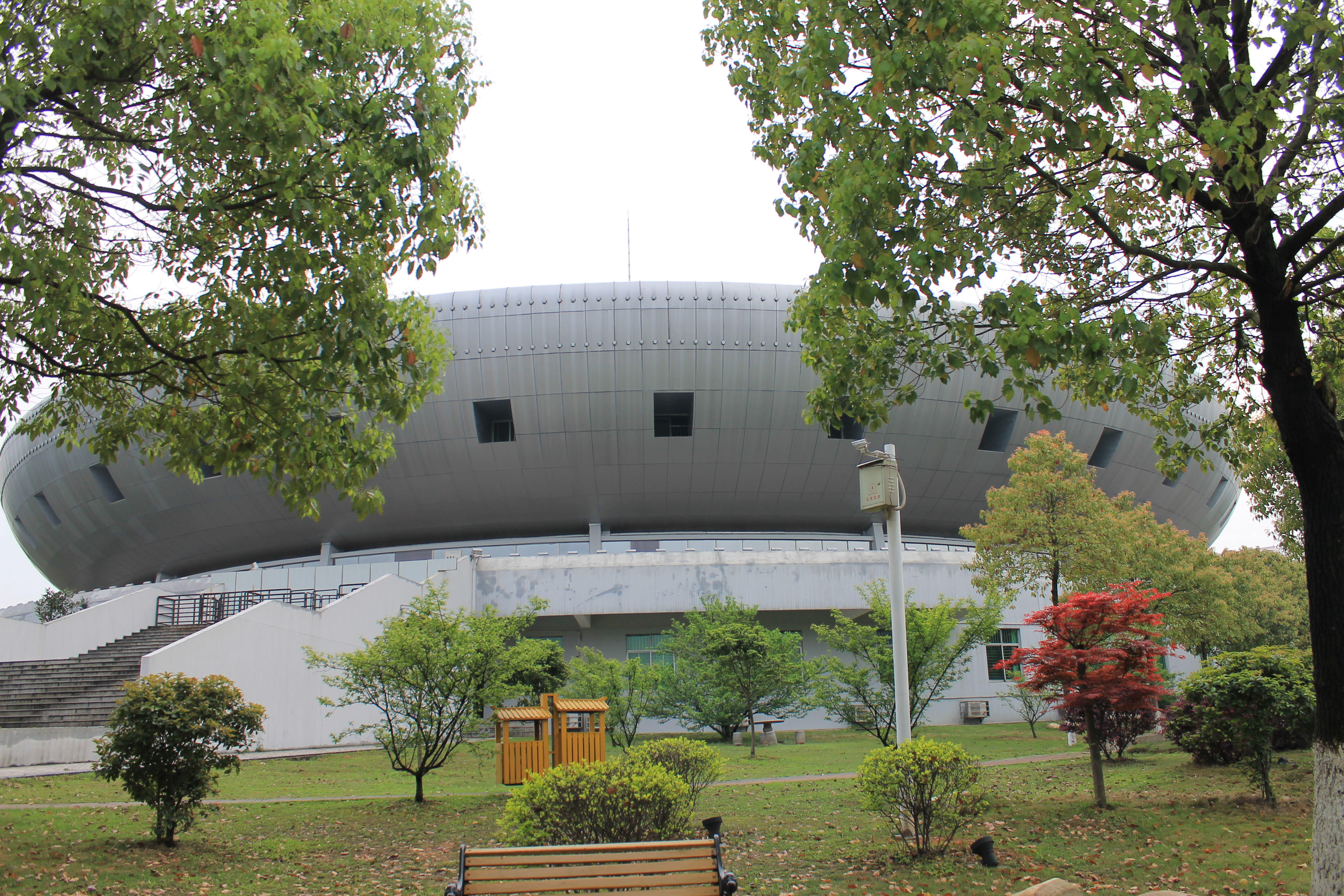

赫山区是湖南省益阳市的市辖区，位于湖南省中部偏北，属南洞庭湖滨湖区。全区总面积为1280平方公里，总人口約为89万人。 全区竹林面积达19万亩（约合1270公顷），竹制品已形成产业。

## 历史沿革
赫山区因区内有闻名的“赫山庙”而得名，成立于1994年4月7日。1994年经国务院批准，撤销益阳地区、县级益阳市和益阳县，设立地级益阳市。赫山区的行政體製上繼承原益阳县。地级益阳市设立资阳区和赫山区二个市辖区。赫山区辖原县级益阳市的黄泥湖、金花湖两个乡和桃花仑、会龙山两个街道办事处，原益阳县的大部分地区包括赫山、衡龙桥、沧水铺、欧江岔、泉交河、兰溪、八字哨、泥江口、新市渡、谢林港10个镇和提卡子、岳家桥、大泉、樊家庙、白石塘、槐奇岭、珠波塘、上湖、牌口、张家塘、羊舞岭、羊角、石笋、笔架山、泞湖、烂泥湖、千家洲、天成垸、邓石桥19个乡，区政府驻地为原益阳县政府所在地赫山镇。參見益陽歷史

## 人口
根據第七次人口普查數據，截至2020年11月1日零時，赫山區常住人口為889068人。
全区总人口为85.94万人（2002年）。

## 經濟
全区GDP总量（国内生产总值）为32.31亿元（2002年），赫山区目前仍为农业区，农作物以水稻为主，水产养殖比较发达。

## 地理
赫山区地域上东临湘阴县、长沙市望城区，南界宁乡市，西接桃江县，北抵沅江市，西北连资阳区。地理坐标为北纬28°16'至28°53'，东经112°11'至112°43'；全区东西宽53公里，南北长67公里，总面积1280平方公里。
赫山地处洞庭湖平原南部，属雪峰山脉隆起与洞庭湖凹陷交接处，西南多山丘，东北多江河湖泊；地势自西南向东北，呈三级阶梯状倾斜递降，境内以平原为主，山、丘、岗地貌齐全，具有“一分丘山两分岗，五分平原两水乡”的特点。全境海拔300米以上的山峰18座，最高点位于沧水铺镇的碧云峰，海拔502米。境内水系发达，有长度5公里以上河流40条，主要河流有资江和志溪河；主要湖泊为17个内湖，区内第一和第二大湖泊为东烂泥湖和鹿角湖（又名陆家湖或六甲湖）。
赫山气候上属于中亚热带向北亚热带过渡的季风气候。夏季多偏南风，其它季节偏北风；气温年温差较大，日温差较小，年均气温16.9℃，最热为7月平均气温29℃，最冷月1月平均4.5℃。年平均无霜期272天，日照1554小时，降雨量1433毫米(mm)，相对湿度85%，降雨主要分布在4～8月，占全年60％左右。

## 行政区划
赫山区下辖7个街道办事处、10个镇、1个乡：
赫山街道、桃花仑街道、金银山街道、朝阳街道、会龙山街道、鱼形山街道、龙光桥街道、八字哨镇、泉交河镇、欧江岔镇、沧水铺镇、岳家桥镇、谢林港镇、新市渡镇、兰溪镇、衡龙桥镇、泥江口镇、笔架山乡和龙岭工业园。

## 旅游与名胜
- 单刀会遗址（始建于三国时期）
- 栖霞寺（原名宝泉寺，始建于东晋(373年)）
- 白鹿寺（始建于唐代宪宗元和年间）
- 裴公亭（始建年代不详，为纪念唐代名相裴休所建）
- 斗魁塔（始建于清乾隆12年即1747年）